# Ramezan Sharif
Pour les articles homonymes, voir Sharif.
Ramezan Sharif (en persan : رمضان شریف) est le porte-parole et le responsable des relations publiques du Corps des Gardiens de la révolution islamique,. Il dirige également le département Intifada et Qods du Conseil de coordination de la propagation islamique (fa).